# مالی زوورنیک
مالی زوورنیک (به صربی: Mali Zvornik) یک شهرستان در صربستان است که در ناحیه ماچوا واقع شده‌است. مالی زوورنیک ۱۴۹ متر بالاتر از سطح دریا واقع شده‌است.